# 华裔德国人
华裔德国人（德語：Chinesische Deutsche）指具有华裔血统的德国公民。按2016年的研究，估計當時有約212,000個华裔德国人。

## 历史

### 晚清-德意志帝国

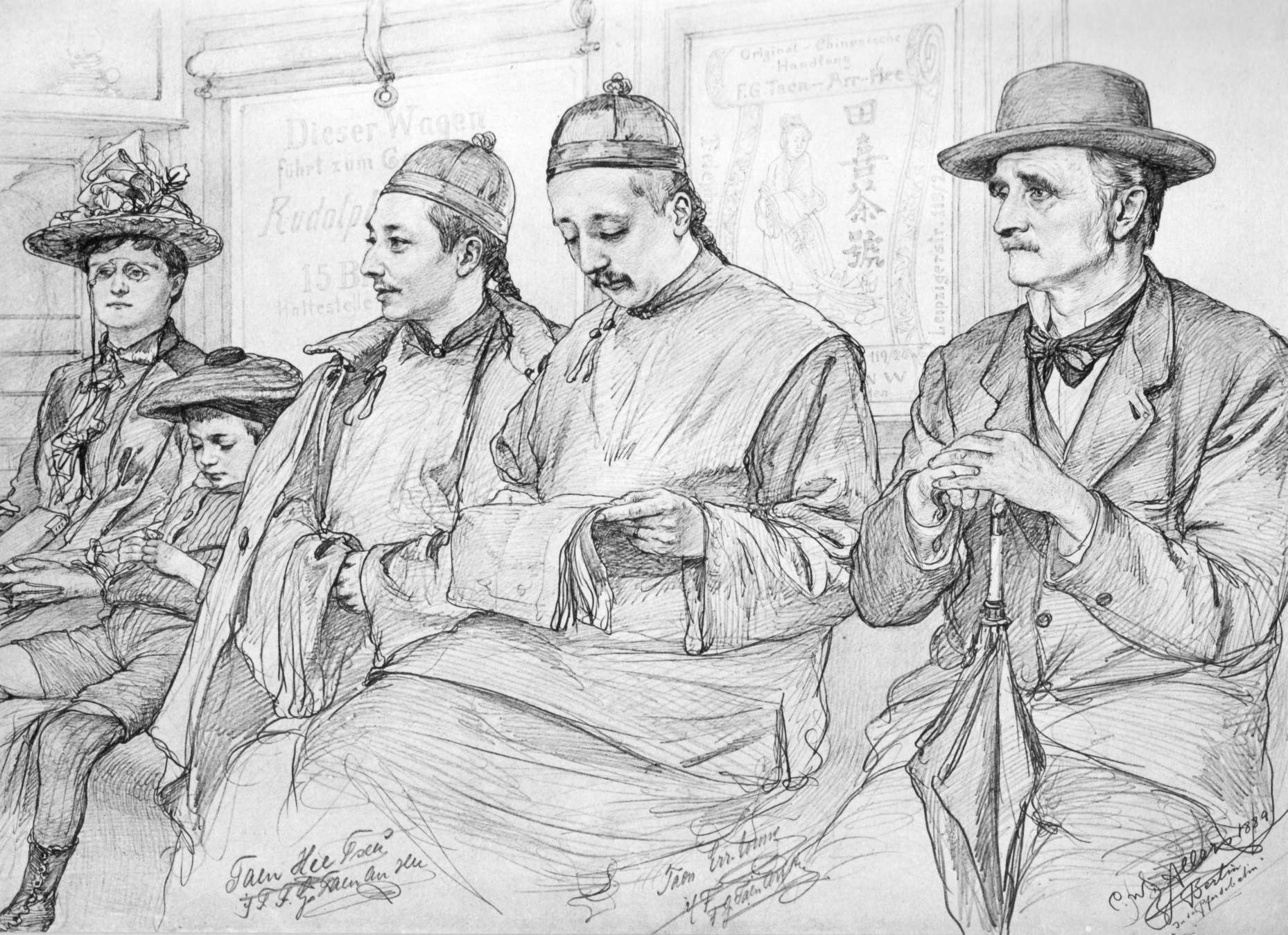
《有轨马车上的中国人》（ChineseninderPferdebahn），克里斯蒂安·威廉·阿勒斯为1889年小说《雅典狂欢》（Spreeathener）所作的版画插图

谁是第一个华裔德国人目前尚无确切的说法，目前的资料显示在1822年时已有來自廣東香山的亞星和廣州黄埔的亞學（以上兩者皆為音譯）抵达了普魯士王国的首都柏林。
随着鸦片战争后中国的开放，1870年左右，讲粤语的海员开始出现在汉堡和不莱梅等港口。1890年有43人居住在汉堡，1910年有207人，其中大多数是前海员。汉堡号称拥有德国唯一的唐人街（实际上只有一两条街）。在1890年代，许多航运公司开始用更便宜的中国（也包括印度和非洲）劳动力取代白人船员，尤其是白人船员。用于机舱内极其繁琐的工作（温度通常超过40°C）。1900年左右，海员保险协会（Seeberufsgenossenschaft）的47,780名注册会员中，有超过3,000人是中国人。工会和社会民主党强烈反对他们的存在；他们出于种族问题于1898年抵制中国船员，结果德国国会于1898年10月30日通过了一项法律，规定中国人不得在前往澳大利亚的航线上雇用，只能在前往中国和日本的航线上雇用白人不会采取的立场，因为它们对健康有害。导致中国海员大规模裁员。

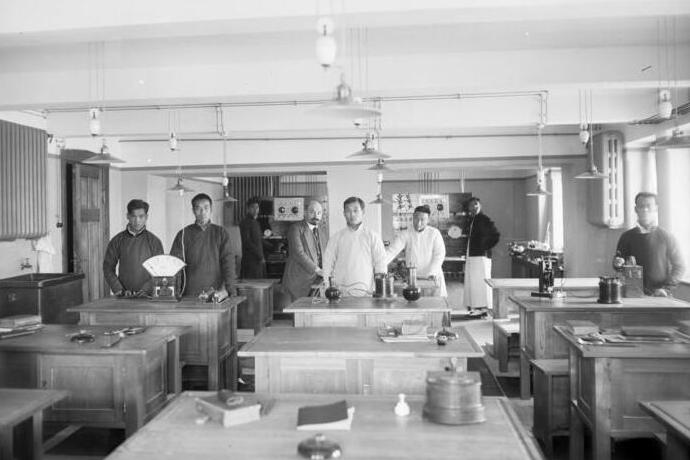
1913年德国胶州殖民地的德华学校

自1880年代以来，关于在东易北河（即以大型农业庄园为特征的普鲁士东部广大省份）雇用中国“苦力”作为农场工人的争论一直存在。通常是东欧人，尤其是。波兰人在那里提供了必要的劳动力，但德国人从这些地区移民、波兰人更高的生育率以及波兰少数民族日益增长的政治动员引发了人们对其“渗透”的焦虑，尤其是在波兰。通过与当地的德国人交往。一些观察家看到了引入完全陌生的种族元素的解决方案，这将更容易隔离（例如弗里德里希·西鲁普（Friedrich Syrup），后来担任魏玛晚期和纳粹时代的帝国劳工局局长）。根据澳大利亚和北美的经验，中国人被认为特别抵制文化同化。因此庄园主极力推动他们的移民，或者至少考虑此类建议，例如1889年在波美拉尼亚。由于当时英语世界的不利意见（参见黄祸）以及对种族通婚的担忧，公众和行政部门的意见“几乎完全负面”。尽管如此，普鲁士外交部还是进行了询问，例如关于荷属东印度群岛的中国工人。1895年收到北京的综合报告后，该办公室以交通和工资成本为由得出结论，这些计划不会成功。1906/07年出现了新一波提案，但在中国胶州的德国殖民当局发表声明后同样失败了。
除了海员之外，学生是世纪之交在德国华人的另一个主要群体。1904年，孙中山出访德国等西欧国家时，有二十多人加入了他在柏林组织的反清中国同盟会。还有一批来自山东、少数浙江的旅行艺人，通过陆路来到德国，途经俄罗斯和波兰到达柏林。
类似于英国和法国的做法，中国工人也在德国海外殖民地受雇。直到1894年，大约有1,000名“苦力”被招募到德属东非，但体罚和热带气候如此严峻，新加坡和香港的英国殖民当局不允许进一步移民。移民的另一个焦点是太平洋殖民地，那里的中国工人被认为是利润丰厚的种植园不可或缺的一部分。1914年，德属新几内亚有1,377名中国人（白人有1,137人），萨摩亚有2,184名中国人（德国人有373人）。与中国政府因残酷对待工人而产生的紧张关系从未完全停止。华人从未被赋予与白人相同的权利，但由于所谓的“文化水平较低”而受到与当地人相似的待遇。然而也有人努力防止与当地人混合。

### 民国-威玛/纳粹德国

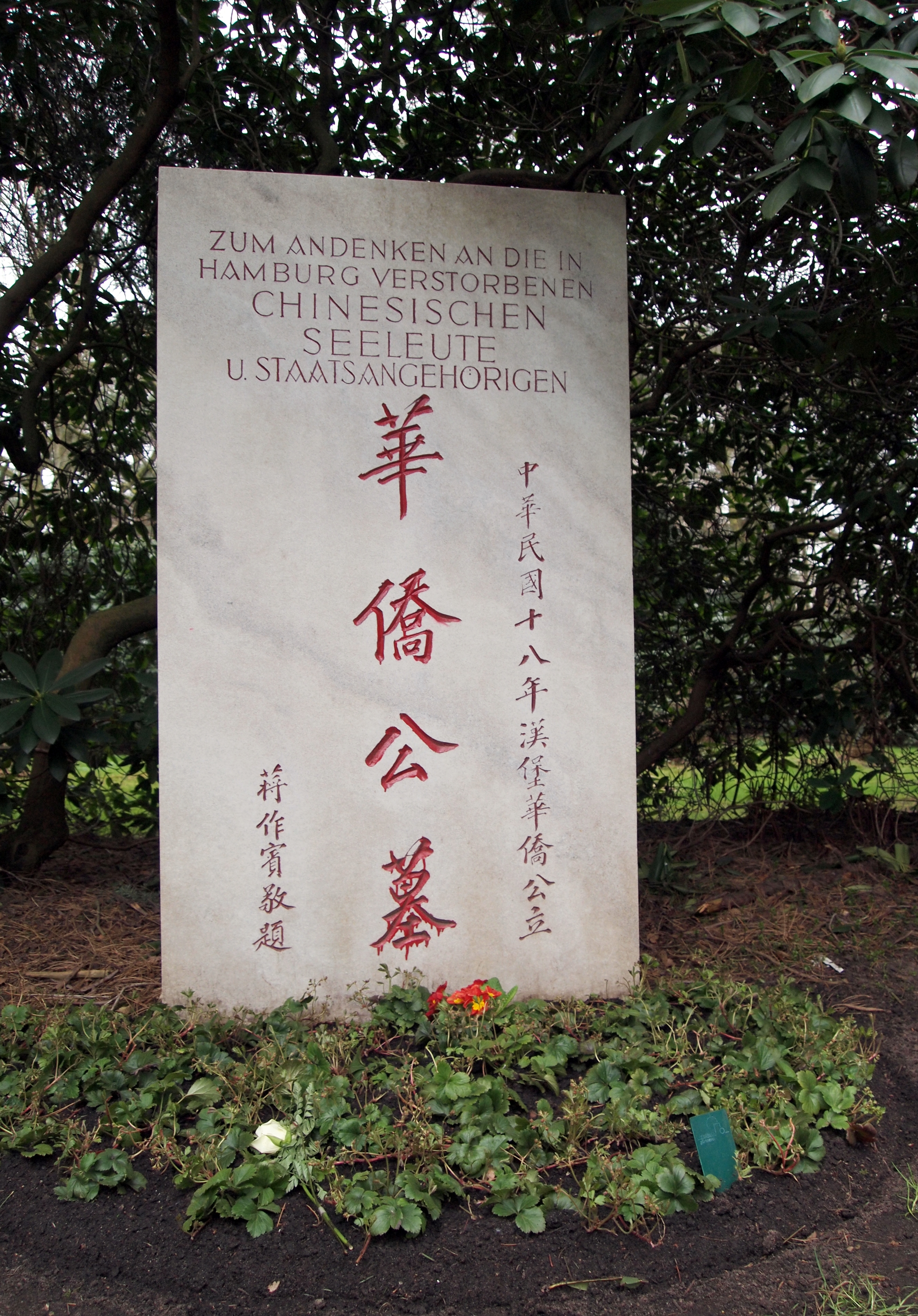
位于汉堡奥尔斯多夫墓园中的华人公墓，由蔣作賓題字

到20年代中期，中国人已成为德国第四大外国学生群体。许多人参与了激进的政治，尤其是在柏林。他们加入了德国共产党，并负责成立德国共产党的中国支部（Zirkel für chinese Sprache）。朱德和廖承志等中国共产党人在1920年代末和1930年代初仍然活跃。廖成功地在汉堡组织了中国水手的罢工，以阻止向中国运送军火。
1933年上台的纳粹并没有将中国人归为比日本人低等的种族，但由于华人社区中有很多人与左翼运动有联系，他们无论如何都受到了越来越严格的官方审查，许多人离开了这个国家，要么前往西班牙参加那里激烈的内战，要么返回中国。截至1935年，侨务委员会的统计显示，仍有1800名华人居住在德国；其中一千多人是柏林的学生，另外几百人是汉堡的海员。然而到1939年，这个数字减少到1,138。
1941年珍珠港事件后，中国政府向纳粹德国宣战，盖世太保在德国各地对华裔德国人和中国公民进行了大规模逮捕，1942年，仍然居住在柏林的323人全部被捕并被送往德国。许多人被盖世太保折磨或劳累致死。到二战结束时汉堡的所有中餐馆都关门了。

### 德国和中国的分治
战后中国政府派出官员组织遣返留在德国的数百名中国人。在来自汉堡的148人中，只有一名兰格·摩根的幸存者拒绝遣返；他开设了和平餐厅，这是汉堡战后第一家中餐厅。然而，那些离开的人很快就被新移民取代。1947年，西柏林有180名华人，东柏林有67名华人；一年后，这些数字分别增加到275和72。随着中华人民共和国的成立以及随后得到东德的承认，许多商人搬到了东柏林，期望在那里能受到祖国新政府的更好保护。西德直到1972年才正式承认中华民国，不過並没有建立外交關係。
20世纪60年代和1970年代移居西德的华人主要来自英国华人和荷兰华人社区。其他重新移民来自意大利、葡萄牙和西班牙。德国当局通常倾向于不向中国公民发放居留许可。尽管如此，在德国的中华人民共和国和中华民国国民的数量继续增加，到1967年，中华人民共和国和中华民国国民分别为477人和1,916人。除了个人移民外，中华人民共和国和中华民国还根据双边协议向德国提供特定技能的工人。中华民国在1960年代和1970年代共派出300名护士。

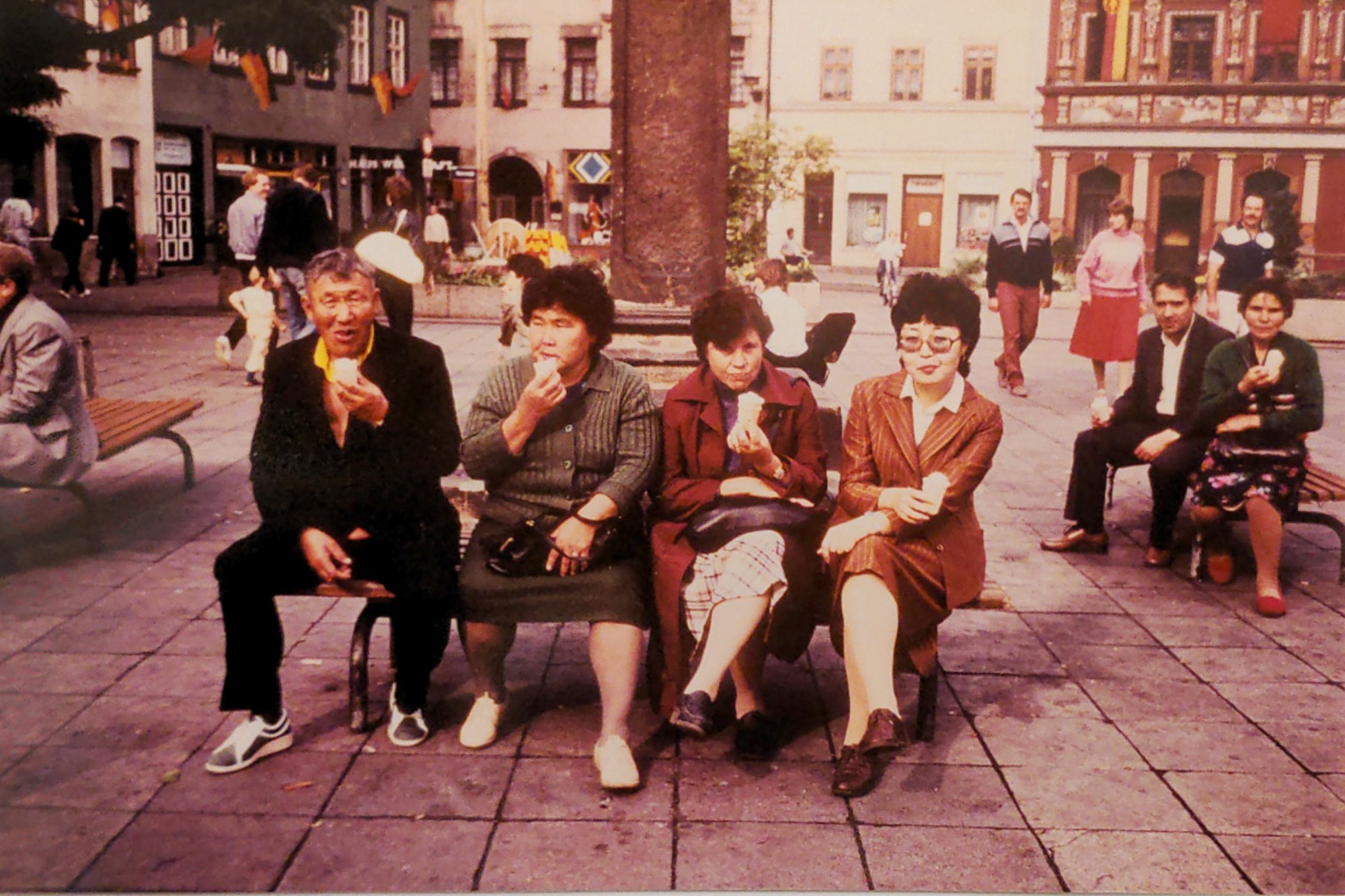
1985年埃尔福特的中国“合同工”（Vertragsarbeiter）

1978年中华人民共和国政府实行改革开放政策之后，中华人民共和国同西德的人员交流开始加大。就中国而言，1986年签署的向东德提供9万名工业实习生的协议到柏林墙倒塌时才刚刚实施；在中国同意派遣的90,000人中，只有1,000人去了，到1990年12月，除了40人之外，其他人都已经回国了。从中国到西德的移民数量远多于到东德的移民数量；1983年，居住在那里的中华人民共和国公民人数超过了中华民国公民，到1985年已增长到6,178人，而中华民国公民只有3,993人。仅仅八年后，他们的人数就增加了五倍多；有31,451名中华人民共和国公民居住在德国，而只有5,626名中华民国公民居住在德国。还有数以万计的华人不属于上述任一类别，主要是华裔越南人和持有英国国民（海外）护照的香港居民。20世纪80年代末，在东德，有略低于1,000名来自中华人民共和国的中国“合同工”（Vertragsarbeiter）。1989年夏天，统一社会党领导层表示支持中共处理天安门大屠杀。作为回报，当1989年秋天不断增加的移民加深了东德的社会经济危机时，中华人民共和国住房部部长林汉雄提出“向东德提供援助”。以及所需的工人数量和资格。”然而由于该提议仅在东德政权崩溃前几天提出，因此很快就因迅速的政治变化而过时。

### 两德统一后
1990年两德统一后，中国与德国继续保留着频繁的交流。在2000-2007年间，每年约有1000-1500名中华人民共和国国民与中华民国国民加入德国国籍。華裔德國人除了來自大中華地區外，也有來自新加坡、馬來西亞和印度尼西亞。

## 人口

2021年的德国华人分布

德国华人社区近年来发展迅速。2016年，有201,000名中华人民共和国公民居住在德国，比2013年增加35%。居住在德国的中华民国公民人数为5,885人（截至2013年）。此外，还有大量入籍德国公民或在德国出生的中国人。仅在2004年至2007年间，就有4,213名中华人民共和国公民入籍为德国公民。除此之外，德国华人社区还包括来自新加坡、马来西亚、印度尼西亚等国的数万名华裔。
杜伊斯堡市是华人社区发展的典范。2010年，杜伊斯堡有568名中华人民共和国公民，而2018年约有1136人。该数字不包括归化的德国华人。
| 华裔分布城市排名 |            |        |
| #                | 城市       | 人口   |
| 1.               | 柏林       | 13,293 |
| 2.               | 慕尼黑     | 9,240  |
| 3.               | 汉堡       | 6,235  |
| 4.               | 法兰克福   | 4,632  |
| 5.               | 杜塞尔多夫 | 4,175  |
| 6.               | 斯图加特   | 3,134  |
| 7.               | 埃森       | 3,047  |
| 8.               | 亚琛       | 2,791  |
| 9.               | 卡尔斯鲁厄 | 2,542  |
| 10.              | 科隆       | 2,198  |

## 著名华裔德国人
- 谢盛友，德国中德双语作家、政治人物、市議員
- 闵乃大，德国计算机科学家
- 吴佳多，德国乒乓球运动员
- 韓瑩，德国乒乓球运动员
- 單曉娜，德国乒乓球运动员，由中国籍归化新加坡公民，再归化德国公民。
- 叶永烜，德国天文学家
- 陈霆，曾为维基媒体基金会主席
- 孟立秋，曾为慕尼黑工业大学副校长
- 劉香萍，前藝人
- 貝安琪，模特兒、演員
- 冯新亮，德国化学家、歐洲科學院院士
- 丁永健，玛格德堡高校副校长
- 揚揚，韓國男子團體NCT的成員